# Ylöjärvi
Ylöjärvi is een gemeente en stad in de Finse provincie West-Finland en in de Finse regio Pirkanmaa. De gemeente heeft een landoppervlakte van 1.115,75 km² en telt 33.607 inwoners (2022).
In 2007 ging Viljakkala op in Ylöjärvi, ook ging in 2009 Kuru op in Ylöjärvi.

## Geboren in Ylöjärvi
- Volmari Iso-Hollo (1907-1969), atleet

Akaa · Hämeenkyrö · Ikaalinen · Juupajoki · Kangasala · Kihniö · Lempäälä · Mänttä-Vilppula · Nokia · Orivesi · Parkano · Pirkkala · Punkalaidun · Pälkäne · Ruovesi · Sastamala · Tampere · Urjala · Valkeakoski · Vesilahti · Virrat · Ylöjärvi
Voormalige gemeenten:
Äetsä · Aitolathi · Eräjärvi · Ikaalisten maalaiskunta · Karkku · Kiikka · Kuhmalahti · Kuorevesi · Kuru · Kylmäkoski · Längelmäki · Luopioinen · Mänttä · Messukylä · Mouhijärvi · Pohjaslavi · Sääksmäki · Sahalahti · Suodenniemi · Suoniemi · Teisko · Toijala · Tottijärvi · Tyrvää · Vammala · Viiala · Viljakkala · Vilppula